# Irina Rosichina
Irina Rosichina, ros. Ирина Николаевна Росихина (ur. 11 maja 1975 w Kamieńsku Szachtyńskim) – rosyjska lekkoatletka specjalizująca się w długich biegach sprinterskich.

## Sukcesy sportowe
- dwukrotna halowa mistrzyni Rosji w biegu na 400 metrów – 1998, 2000[1]

| Rok  | Miasto    | Zawody                              | Konkurencja                      | Wynik                     |
| ---- | --------- | ----------------------------------- | -------------------------------- | ------------------------- |
| 1998 | Walencja  | Halowe mistrzostwa Europy           | bieg na 400 m                    | 5. miejsce                |
| 1998 | Nowy Jork | Igrzyska Dobrej Woli                | sztafeta 4 × 400 m bieg na 400 m | brązowy medal 7. miejsce  |
| 1999 | Zagrzeb   | Światowe wojskowe igrzyska sportowe | bieg na 400 m                    | złoty medal               |
| 2000 | Gandawa   | Halowe mistrzostwa Europy           | sztafeta 4 × 400 m               | złoty medal               |
| 2001 | Edmonton  | Mistrzostwa świata                  | sztafeta 4 × 400 m               | brązowy medal             |
| 2001 | Brisbane  | Igrzyska Dobrej Woli                | sztafeta 4 × 400 m               | 4. miejsce                |
| 2005 | Madryt    | Halowe mistrzostwa Europy           | sztafeta 4 × 400 m bieg na 400 m | złoty medal brązowy medal |

## Rekordy życiowe
- bieg na 200 metrów – 23,27 – Moskwa 09/06/1998
- bieg na 200 metrów (hala) – 23,21 – Moskwa 21/01/1998
- bieg na 400 metrów – 50,66 – Tuła 30/07/2004
- bieg na 400 metrów (hala) – 51,58 – Wołgograd 11/02/2005